# Limburger Tunnel

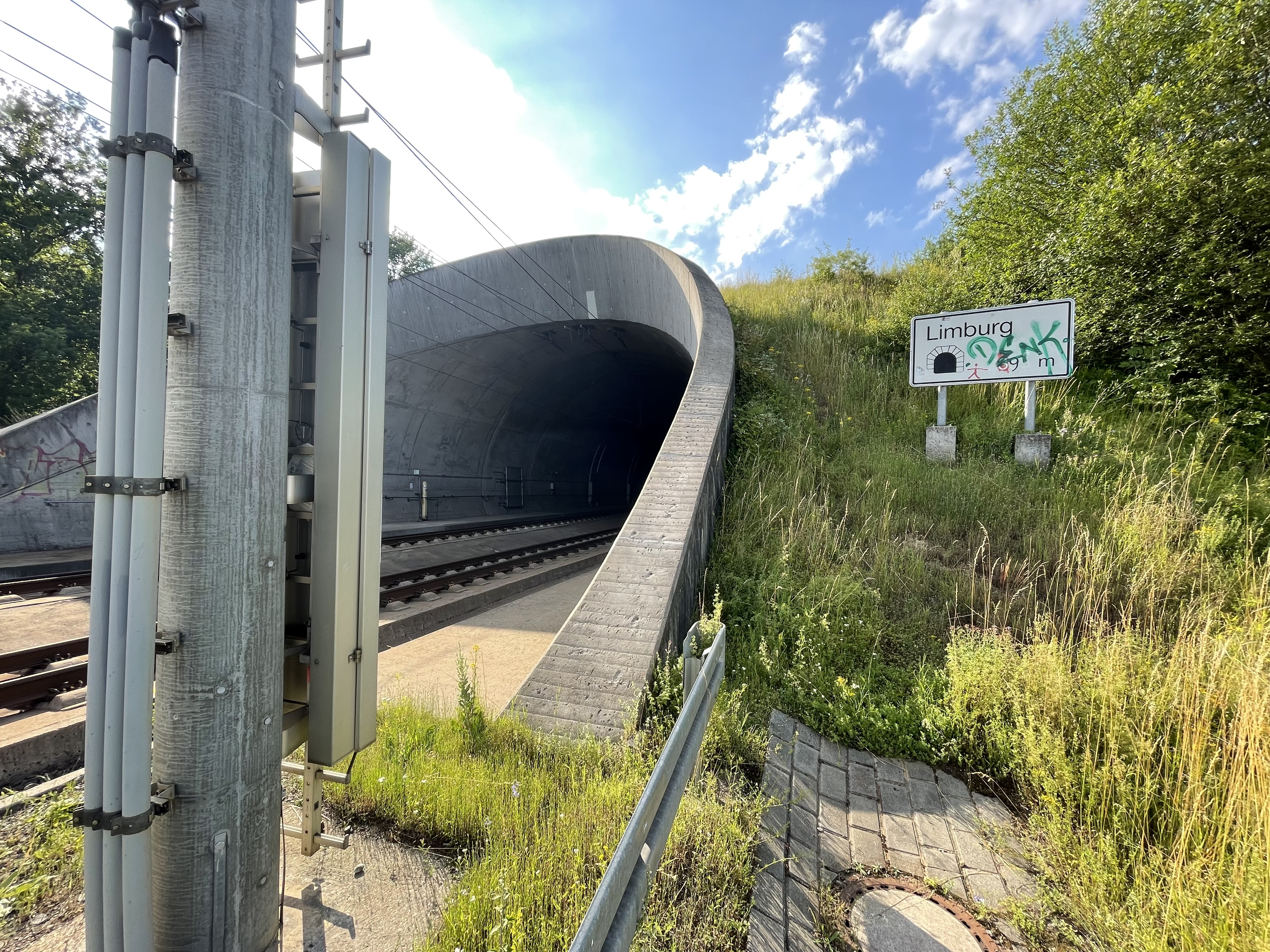
Südportal des Limburger Tunnels (Juli 2021)

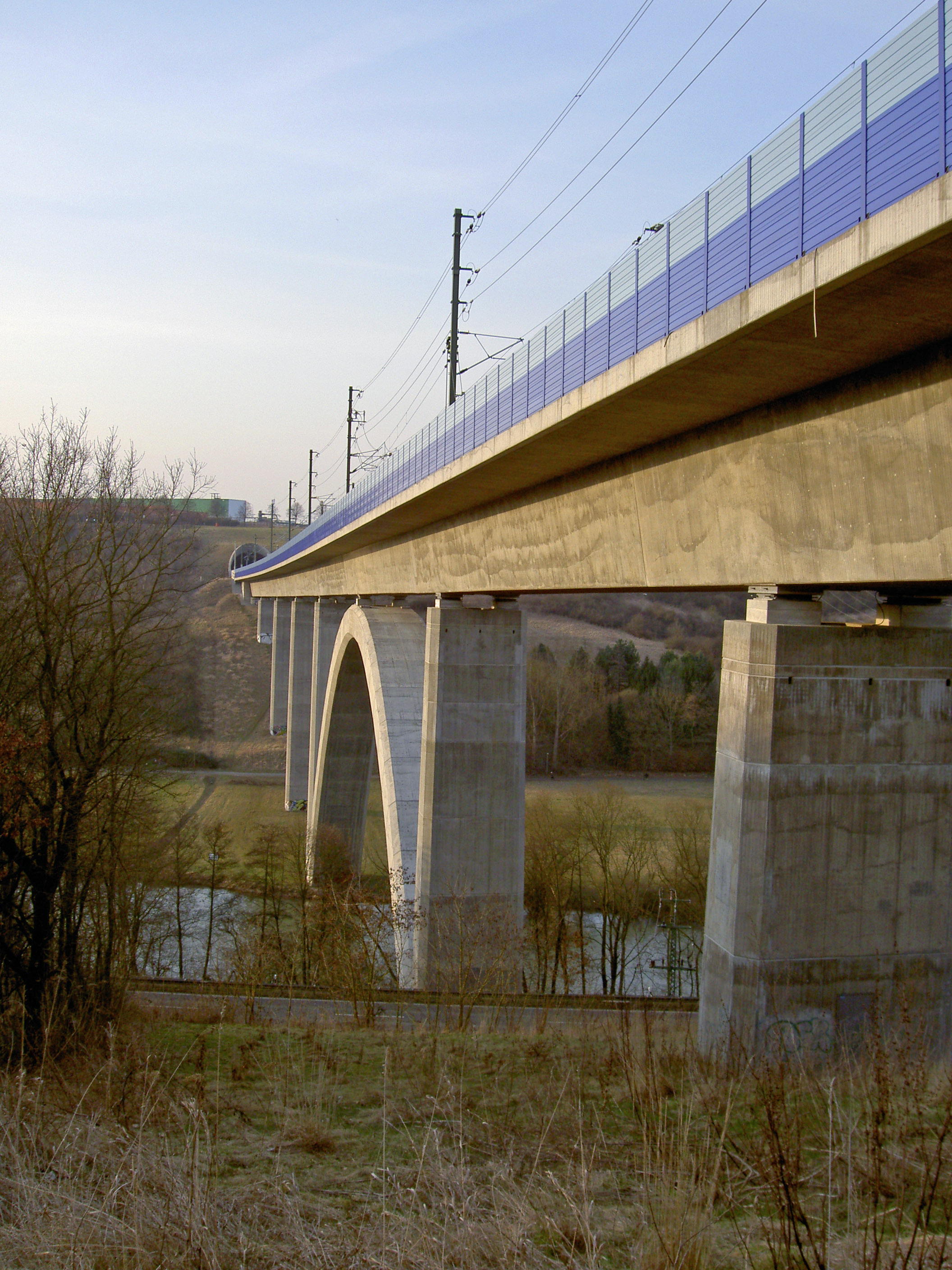
Die Lahntalbrücke der Schnellfahrstrecke Köln–Rhein/Main. Im Hintergrund ist das Südportal des Limburger Tunnels zu erkennen

Der Limburger Tunnel (auch: Tunnel Limburg, Limburger-Tunnel) ist ein 2395 m langer Tunnel der Schnellfahrstrecke Köln–Rhein/Main. Er trägt den Namen der Kreisstadt Limburg an der Lahn, auf deren Gebiet er verläuft.
Er durchfährt wechselnde Gesteinsschichten und unterquert dabei die Bundesautobahn 3 sowie das Betriebsgelände der Tetra Pak GmbH & Co. KG. Seine Errichtung galt als eine der schwierigsten der Neubaustrecke.
Der Tunnel nimmt zwei Gleise in Fester Fahrbahn auf, die planmäßig mit 300 km/h befahren werden können.

## Verlauf
Das Nordportal liegt an der Ottostraße in Limburg (Strecken-Kilometer 106,8 (50° 24′ 10,5″ N, 8° 3′ 22,8″ O)), das Südportal beim Km 109,1 (50° 23′ 32,6″ N, 8° 5′ 5″ O).
Der Tunnel unterquert im Norden das Industriegebiet Elbboden in der Nähe der Bundesautobahn 3, die er im weiteren Verlauf auf einer Länge von rund 400 m unterquert. Im weiteren Verlauf werden die Bundesstraße 49 und die Autobahn-Anschlussstelle Limburg Nord unterquert. Südlich des Industriegebietes Dietkircher Höhe tritt er aus dem Lahnhang aus. Dem südlichen Tunnelportal folgen unmittelbar die Lahntalbrücke sowie anschließend der Bahnhof Limburg Süd.
Im Tunnel verläuft die Strecke Richtung Frankfurt am Main in einer durchgehenden Kurve in südwestlicher Richtung, bei einem Kurvenradius von 3350 m – dem niedrigsten Kurvenradius der Strecke. Der Tunnel fällt zum Südportal hin mit bis zu 28 Promille ab. Im Bereich des Südportals steigt die Neigung des Tunnels erneut an. Die Überdeckung liegt zwischen etwa 10 und 20 Metern und erreicht mit jeweils 27 m im Bereich der Offheimer Brücke und der Autobahnquerung ihren höchsten Wert.
Zwei Notausgänge führen über Treppenschächte von 21 bzw. 31 m Höhe, bei einem Durchmesser von acht Metern, an die Oberfläche. Der nördliche Ausgang wurde innerhalb der nordwestlichen Rampe des Kreuzes von A 3 und Bundesstraße 54 (bei 50° 24′ 1,6″ N, 8° 4′ 11,5″ O) angelegt. Der südliche Ausgang führt in einem Gewerbegebiet, am Rande der Straßenkreuzung Dietkircher Weg/Höhenstraße (50° 23′ 50,5″ N, 8° 4′ 39,4″ O) beim Streckenkilometer 108,394 an die Oberfläche.

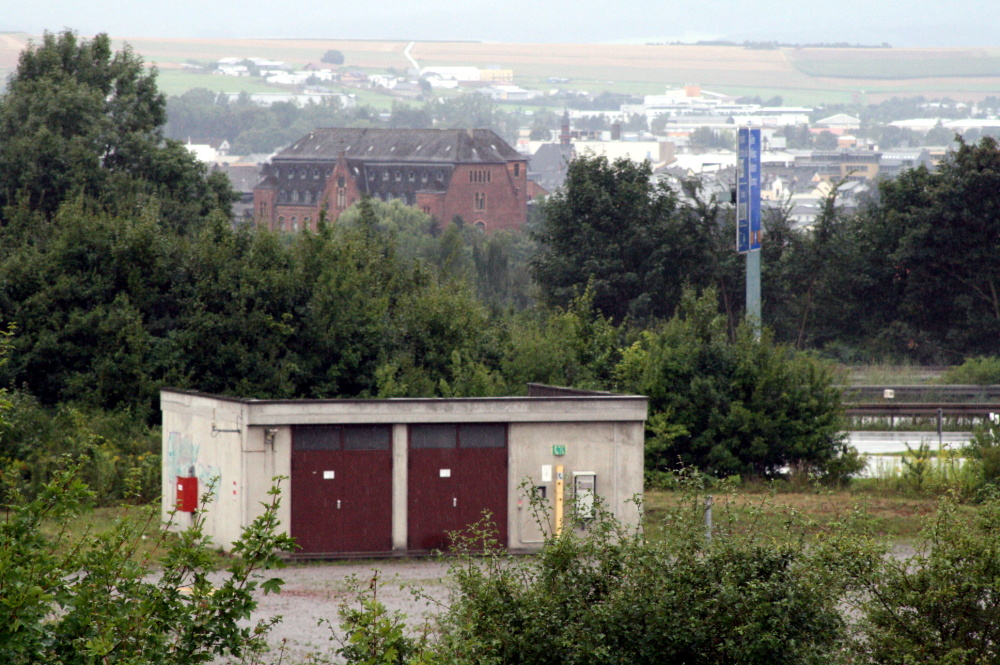
Nördlicher Notausgang
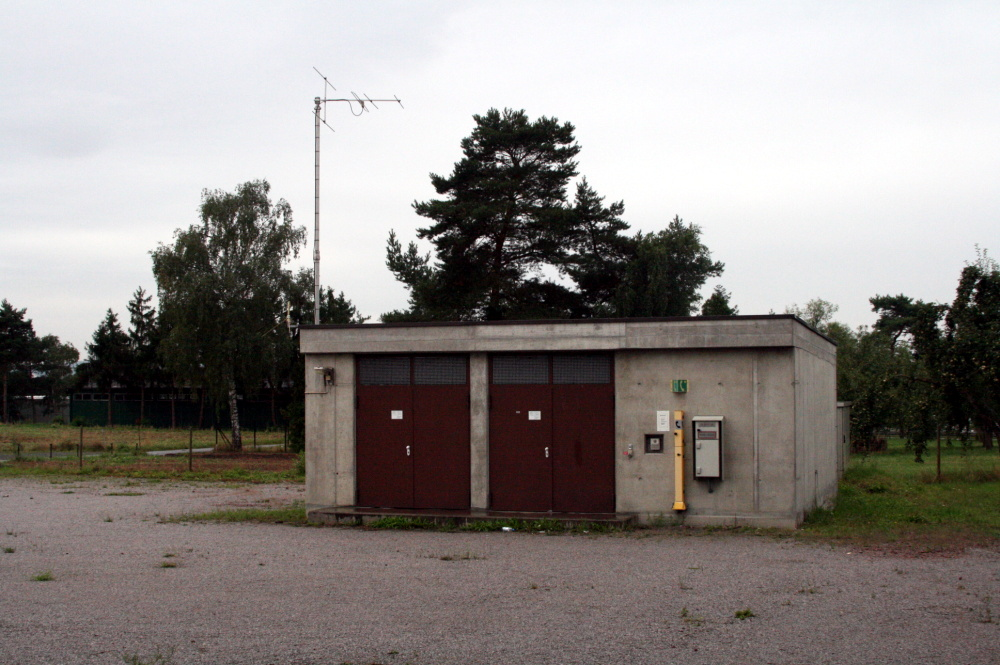
Südlicher Notausgang

### Geologie
Die Bodenverhältnisse in dem durchfahrenen Limburger Graben gelten als außergewöhnlich kompliziert. Lockere Gesteinsformationen wechseln häufig mit festem Vulkangestein.
Der Tunnel unterquert verschiedene devonische Festgesteine sowie tertiäre und quartäre Lockergesteine. Es liegt eine ausgeprägte Bruchtektonik vor; die durchfahrenen Tonschiefer weisen infolge starker tektonischer Belastung und Verwitterung eine starke Entfestigung bzw. Zersetzung auf.
Im Voreinschnitt vor dem Nordportal lag die ehemalige Limburger Lackfabrik, deren Nachfolgerin im Jahr 1996 die Fläche räumte. Der teilweise kontaminierte Grund (bis Anfang 1998 rund 15.000 Kubikmeter) musste ausgetauscht werden. Dabei mussten auch mehr als 200 vergrabene Fässer geborgen und entsorgt werden.

## Geschichte

### Planung
Die Trassierung des Tunnels ging aus längeren Diskussionen der Bahn mit den Kommunen nordöstlich der Industriegebiete der Stadt Limburg hervor. Sie wurde letztlich so gewählt, dass möglichst wenige Wohngebiete unterfahren werden mussten. Im Zuge der Planung wurde die Trasse mehrfach verschoben. Als schwierig erwies sich dabei die Unterfahrung des Betriebsgeländes der Firma Tetra Pak, deren Produktionsstätten (Rotationsmaschinen) keine Setzungen vertragen hätten.
Ende 1994 und Ende 1995 lag die geplante Länge des Bauwerks bei 2375 m. Ende 1997 war das Bauwerk bereits mit der später realisierten Länge von 2395 m geplant.
Die ursprüngliche Trasse sah vor, eine Maschinenhalle mit zum Bedrucken von Verpackungen genutzten Rotationsdruckmaschinen zu unterfahren. Da dabei bereits Setzungen im Zehntel-Millimeter-Bereich des acht Meter tiefer laufenden Vortriebs unmittelbare Auswirkungen auf den Produktionsbetrieb gehabt hätten, wurde eine um 25 m verschobene Trasse gewählt. Aufgrund des setzungsempfindlichen Bodens war eine weitere Stabilisierung notwendig. Die realisierte Trasse unterquert zwei Hallen sowie das Hochregallager des Unternehmens. Im nördlichen Abschnitt wurde die Tunneltrasse auf Forderungen der Stadt Limburg hin nach Norden, unter die Autobahn, verschoben. Dadurch ergab sich ein langer schleifender Schnitt mit der Fernstraße.
Verzögerungen in Planung und Genehmigungen führten wiederholt zu Unterbrechungen und Behinderungen der Bauaktivitäten.
Die Auftragssumme lag bei rund 160 Millionen Deutschen Mark (ca. 82 Millionen Euro).

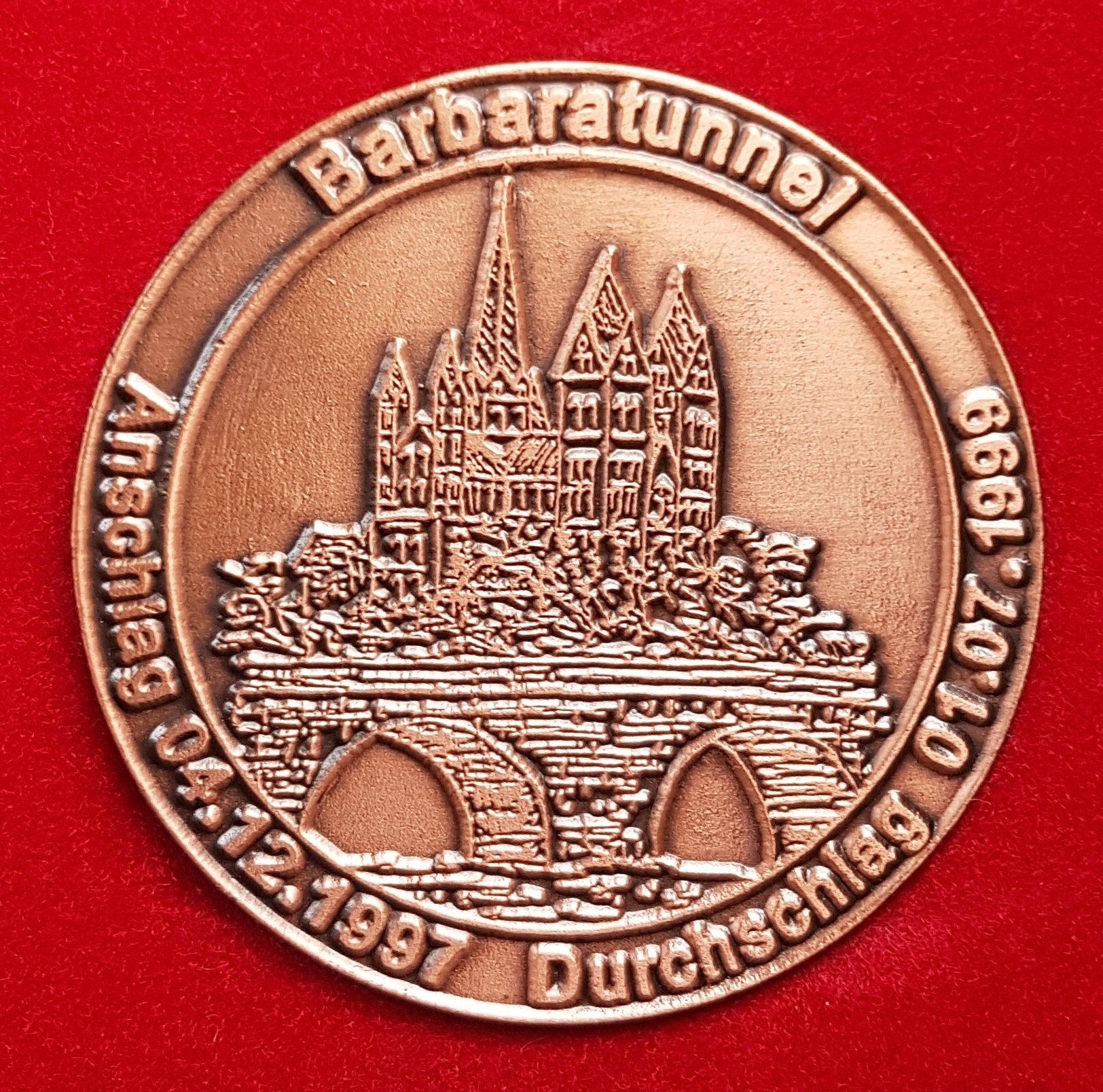
Gedenkmedaille zum Durchschlag am 1. Juli 1999 (Vorderseite)

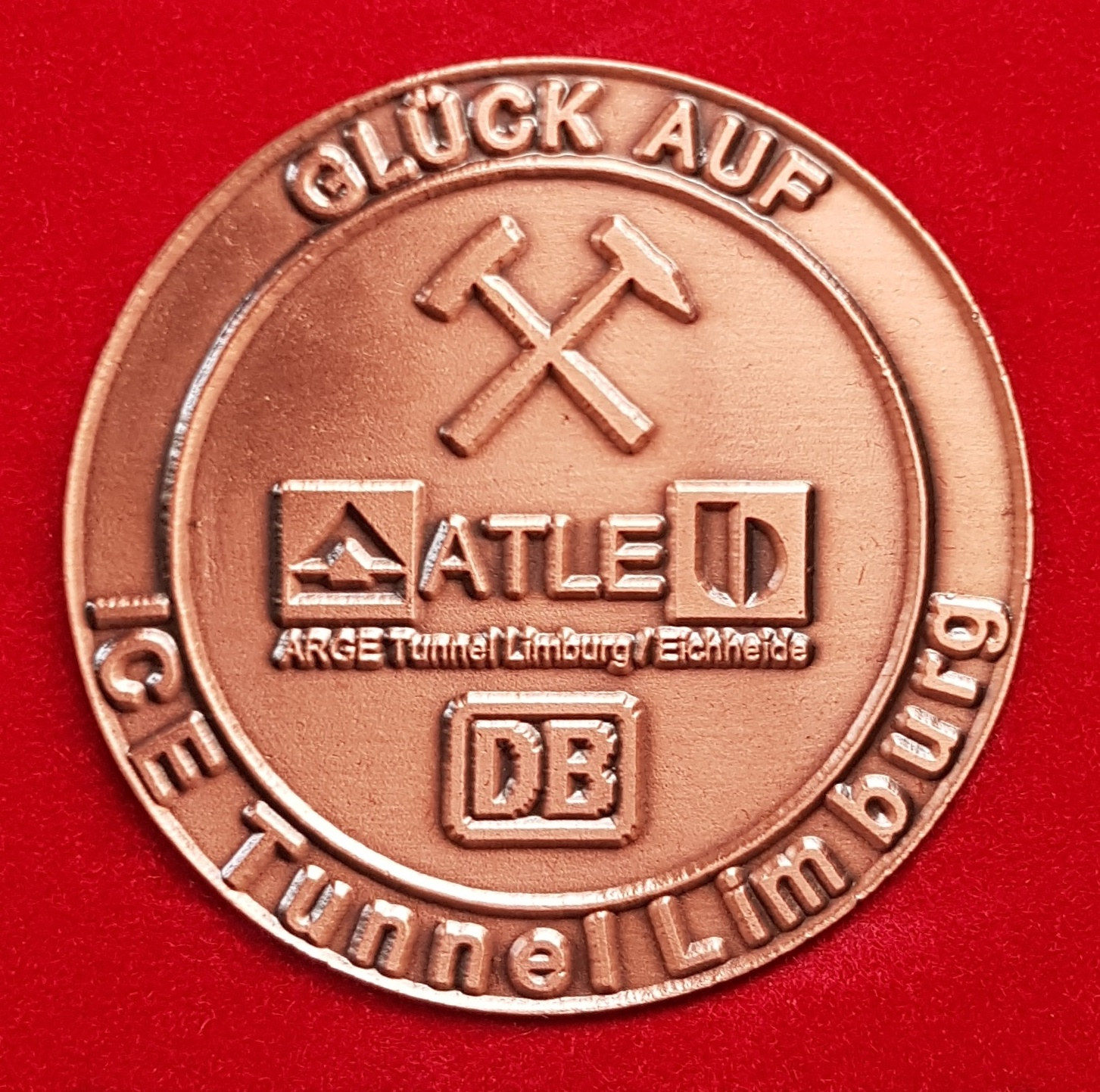
Gedenkmedaille zum Durchschlag am 1. Juli 1999 (Rückseite)

### Bau
Das Bauwerk ist eines von elf Tunneln, die im 45 km langen Los B des Bauabschnittes Mitte der Neubaustrecke liegen. Es wurde in den Jahren 1997 bis 2001 errichtet.
Die Arbeitsgemeinschaft Tunnel Limburg/Eichheide, die aus den Unternehmen Bilfinger Berger und Hochtief bestand, begann Anfang 1997, sich in Limburg einzurichten. Bis Sommer 1997 wurde zunächst die Baustelle eingerichtet. Um, nach Verzögerungen, den Fertigstellungstermin halten zu können, fiel Ende 1997 die Entscheidung, einen Zwischenangriff anzulegen, von dem in beide Richtungen vorgetrieben wurde.
Im November 1997 begann der Vortrieb am Südportal. Der Tunnel wurde am 4. Dezember 1997 als Barbaratunnel getauft. Die Tunnelpatenschaft hatte die hessische Arbeitsministerin Barbara Stolterfoht übernommen. Dabei wurde eine symbolische Sprengung vorgenommen. Zu diesem Zeitpunkt war der Kalottenvortrieb bereits rund 100 m weit gelaufen. Rund 350 Gäste wohnten der Taufe bei.
Im März 1998 begann der Vortrieb von Norden. Mitte 1998 waren von Norden rund 600 und von Süden rund 250 Meter vorgetrieben gewesen. Im September 1998 begann der Vortrieb des Zwischenangriffs.
Nach 16 Monaten Vortrieb wurde die Kalotte im südlichen Teil des Tunnels am 3. März 1999 durchgeschlagen. Der 1250 m lange Abschnitt reichte vom Südportal bis zum Zwischenangriff.
Die 2395 m lange Röhre wurde auf einer Länge von 2280 Metern bergmännisch vorgetrieben. Bergmännisch errichteten Abschnitten von 1200 m (im Norden) bzw. 1080 m schließen sich in den Portalbereichen in offener Bauweise erstellte Teile von 60 (Nord) bzw. 45 m (Süd) an. Der ca. 10 m breite Zwischenangriff wurde, etwa in der Mitte des Tunnels, ebenfalls in offener Bauweise erstellt.
Der Ausbruchsquerschnitt lag, in Abhängigkeit von den geologischen Verhältnissen, zwischen 151 und 158 m². Der infolge schlechter Baugrundverhältnisse weitgehend im Ulmenstollenvortrieb errichtete Tunnel wurde mit Tunnelbaggern mit anschließender Spritzbeton-Sicherung ausgebrochen. Je nach Festigkeit des Gebirges erfolgte eine Aufteilung des Ausbruchsquerschnittes in horizontale (Kalotte, Strosse, Sohle) bzw. vertikale Abschnitte (Ulmen und Kern).
Eine besondere Herausforderung war die Unterfahrung eines Werkes der Firma Tetra Pak auf einer Länge von rund 200 m (nach anderer Quelle rund 450 m). Neben den Maschinen der Produktionsstätten durfte auch das Hochregallager des Unternehmens nicht beeinträchtigt werden. Um der Gefahr von Bodensetzungen, die 15 mm nicht überschreiten durften, bei der Unterfahrung mit nur wenigen Metern Überdeckung entgegenzuwirken, wurden verschiedene Maßnahmen ergriffen. Dazu wurden u. a. aus zwei am Rand des Fahrtunnels liegenden Arbeitsschächten (von 10 bzw. 15 Metern Tiefe) Hebungsinjektionen unterhalb der Gebäude eingebracht, um Setzungen auszugleichen. Dazu wurden in den bis zu 45 m langen Bohrungen Stahl-Manschettenrohre mit Ventilen im Abstand von 33 cm eingerichtet. Darüber hinaus wurden zwei Lagerhallen von ihren Köcherfundamenten getrennt und mit je vier hydraulischen Pressen mit rechnergesteuerten Aggregaten unterlegt. Teilbereiche zweier Produktionshallen wurden während der Bauphase zeitweilig geräumt. Für den Fall eines Stillstands des Lagerbetriebs war eine Vertragsstrafe von 100.000 D-Mark pro Tag vorgesehen gewesen, bei einem Totalausfall eine Einmalzahlung von 250 Millionen D-Mark.
Im Bereich der Bundesstraße 49, die unmittelbar neben Widerlagern und Mittelpfeiler der nördlichen Bundesautobahn-3-Brücke unterfahren wird, wurden ebenfalls Hebungsinjektionen zur Sicherung der Autobahnbrücke vorgenommen. Dazu entstand im Mittelstreifen der B 49 eine Baugrube, aus der heraus neben den Injektionen auch ein Rohrschirm errichtet wurde.
Von den elf Tunneln im Baulos B der Neubaustrecke war der Limburger Tunnel Ende 1998 am weitesten fortgeschritten.
Zur Unterfahrung des südlichen Widerlagers der Brücke Offheimer Weg wurde im Bereich des Mittellagers eine Stahlkonstruktion errichtet und die Brücke mittels Hydraulikpressen von ihren Lagern gelöst, um baubedingte Setzungen ausgleichen zu können.
In der Nähe des Nordportals wurde beim Abriss der alten Limburger Lackfabrik kontaminierter Boden entdeckt, der eine umfangreiche Sanierung erforderlich machte. Um den geplanten Fertigstellungstermin einhalten zu können, wurde ein Zwischenangriff eingerichtet, von dem der Tunnel in beide Richtungen vorgetrieben wurde.
Nach Abschluss des Vortriebs wurde eine Innenschale aus wasserundurchlässigen Stahlbeton-Elementen von je zehn Metern Länge eingebaut. Je nach statischen Erfordernissen liegt die Schalen- bzw. Gewölbedicke zwischen 35 und 60 cm. Pro Tag wurde planmäßig ein Gewölbe und eine Sohle hergestellt, bei einem Betonverbrauch zwischen je 220 und 300 m³.
Der Durchschlag erfolgte am 1. Juli 1999. Für den Nachmittag desselben Tages war die Öffentlichkeit zu einem Tag des offenen Tunnels eingeladen.
Insgesamt wurden 350.000 Kubikmeter Material ausgebrochen. Aufgewendet wurden, unter anderem, 85.000 m³ Spritzbeton, 81.400 m³ Ortbeton für die Innenschale sowie 30.000 m³ Füllbeton für die Sohle.

### Inbetriebnahme
An einer Benefizaktion, bei der Spender auf der Tunnelwand mit einem Filzstift eine Nachricht hinterlassen konnten, kamen im November 2000 rund 5000 DM von mehreren hundert Menschen zusammen.
Vor Inbetriebnahme der Neubaustrecke fand am 25. Mai 2002 im Tunnel eine groß angelegte Rettungsübung mit rund 200 Rettungskräften und 30 „Fahrgästen“ statt. Es war eine von fünf Großschadensübungen zur Zulassung der Neubaustrecke.

### Betrieb
Im 2. Halbjahr 2014 sollten die Schienen im Tunnel gewechselt werden.
Am 20. August 2015 blieb ein mit rund 500 Menschen besetzter Intercity-Express (ICE) aufgrund eines Personenschadens zweieinhalb Stunden im Tunnel liegen.